# Estación de Aluche

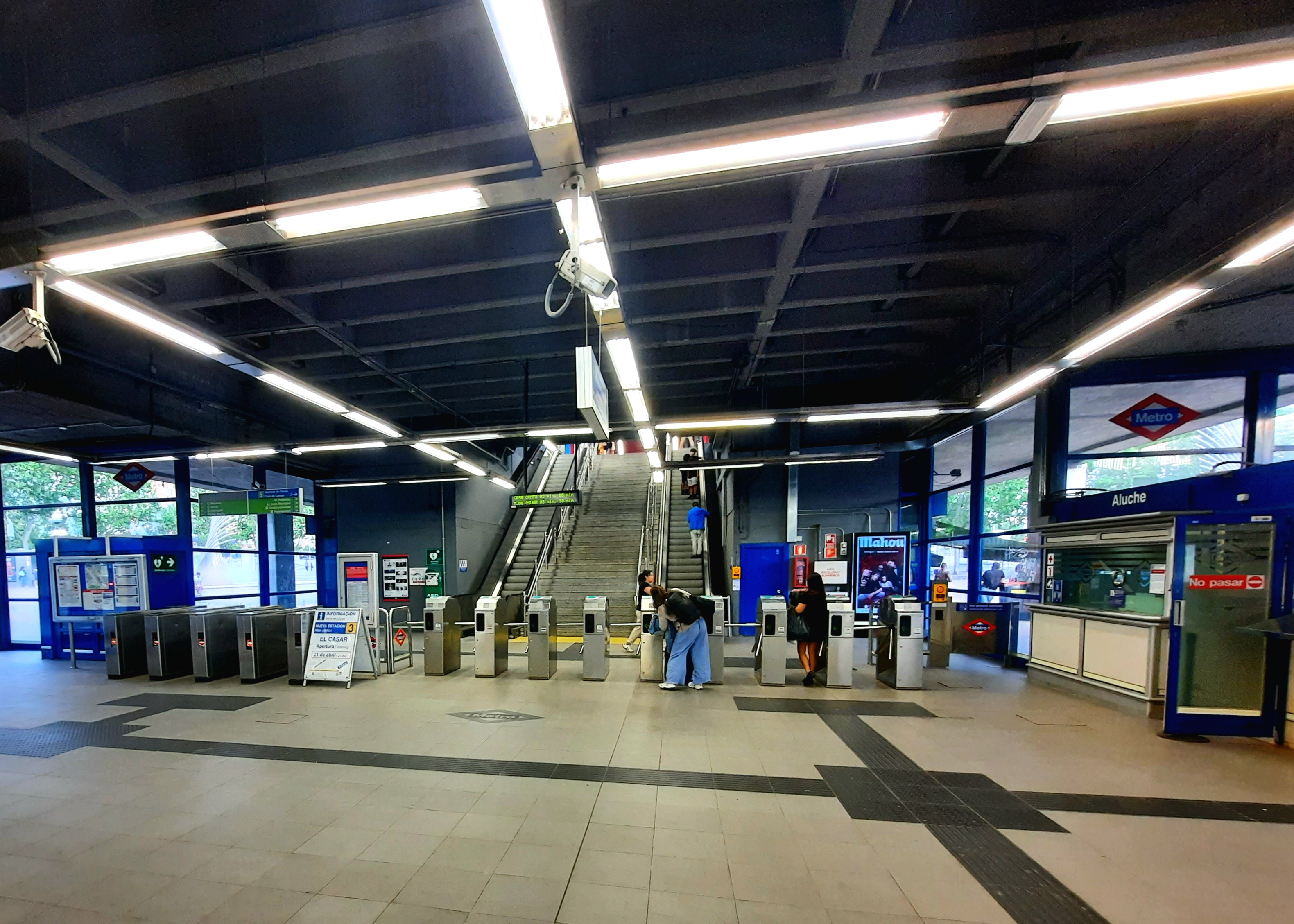
Vestíbulo de la estación

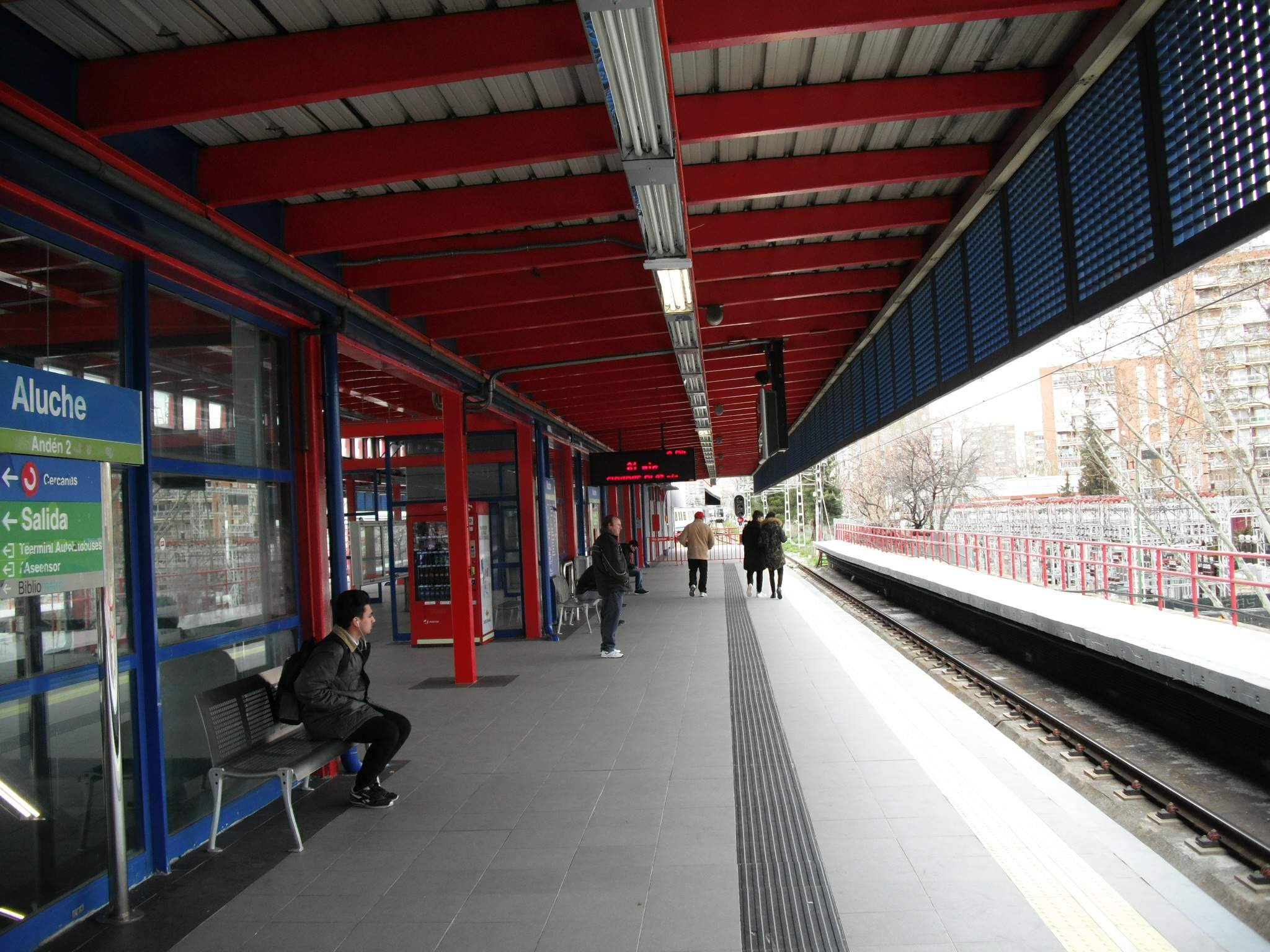
Andén de la estación de Metro.

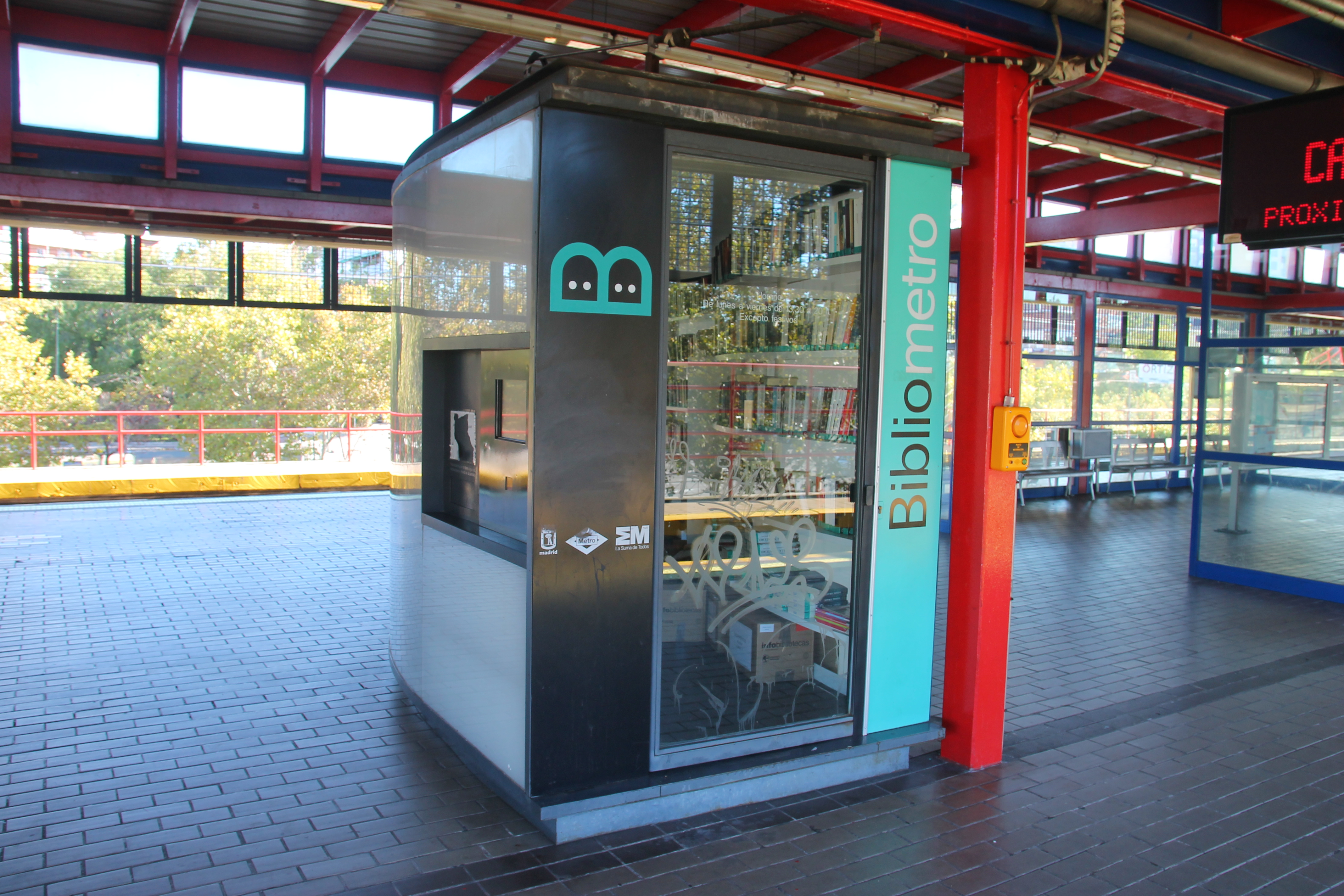
Bibliometro.

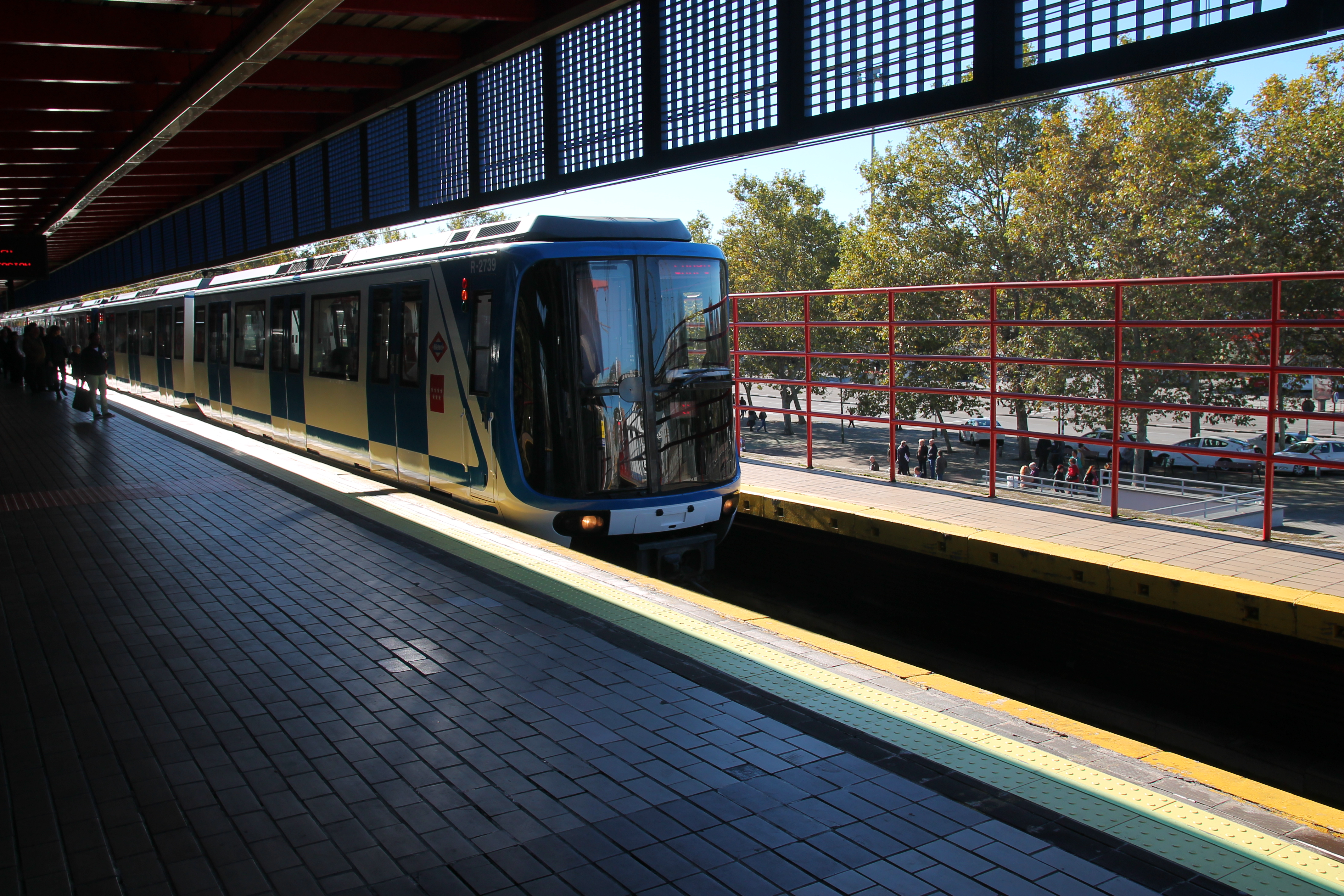
Tren de la serie 2000B en la estación de Metro.

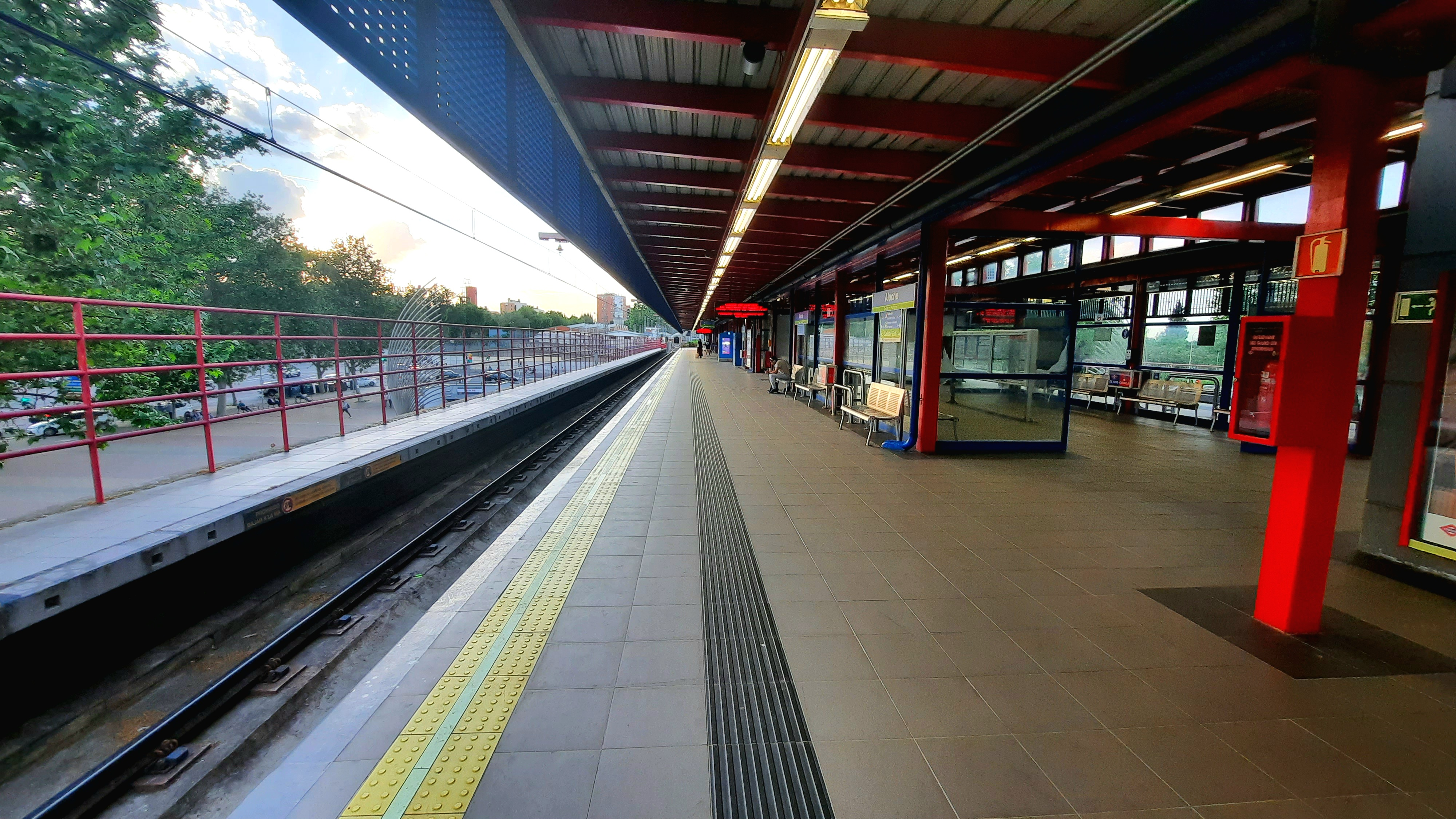
Anden de la estación en su estado actual

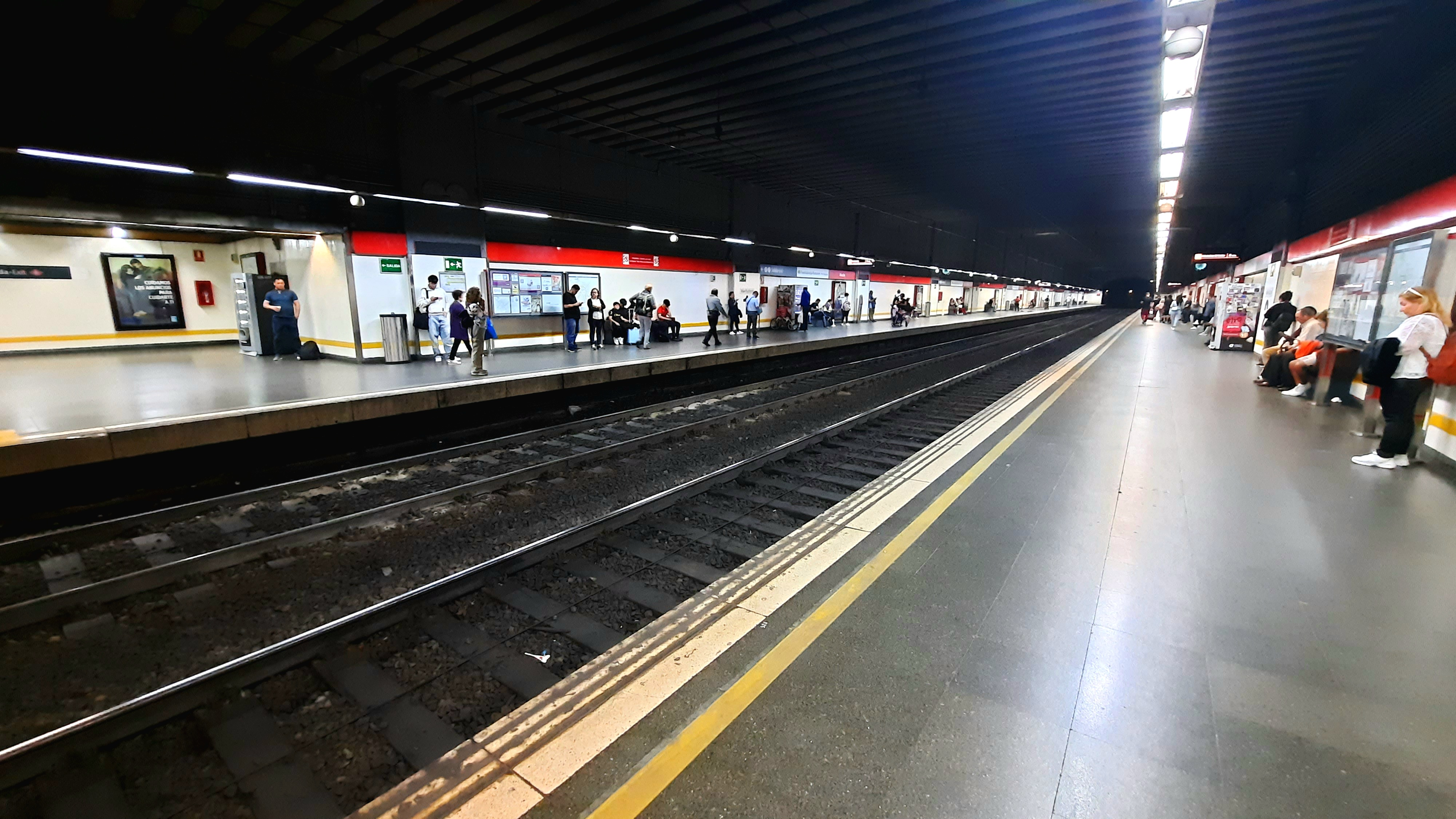
Andenes de Cercanías

Aluche es un intercambiador de transportes con una estación de las líneas 5 de Metro de Madrid y C-5 de Cercanías Madrid situada en el madrileño barrio del que toma el nombre, Aluche, situado en el distrito de Latina. Hasta 1971, Aluche fue un barrio del distrito Carabanchel, en ese año tuvo lugar la reestructuración de distritos, por lo que barrios como Aluche o Campamento que tradicionalmente habían pertenecido a los territorios de los antiguos pueblos de Carabanchel Bajo y Alto y posteriormente al distrito de Carabanchel, pasaron a formar parte del distrito de Latina.
La estación de metro se encuentra ubicada en superficie, sobre la plaza de Aluche, y es la estación de la red de metro a más altura (relativa, desde la calzada). La estación de cercanías se encuentra debajo de dicha plaza en perpendicular a la de metro.
En esta estación se dispone de servicio de Bibliometro.

## Situación ferroviaria
La estación forma parte del trazado de la línea férrea de ancho ibérico Móstoles-Parla, punto kilométrico 7,7.

## Historia
Inaugurada por Francisco Franco el 4 de febrero de 1961 y abierta al público el 6 de febrero de 1961, formaba parte del extinto F.C. Suburbano de Carabanchel a Chamartín de la Rosa que realizaba su trayecto entre las estaciones de Carabanchel y Plaza de España (actual trazado entre Carabanchel y Casa de Campo de la línea 5 y entre Casa de Campo y Plaza de España de la línea 10).
El 29 de octubre de 1976 se inaugura la línea de ferrocarril Aluche-Móstoles, denominada C-6 al crearse la red de Cercanías Madrid, hasta que años después se continuó la línea hacia la estación de Atocha, fundiéndose con la C-5 y pasando a ser parte de ella. En ese momento se mueven las cabeceras de la línea 5 de Metro y del FC Suburbano a esta estación para facilitar las conexiones con la nueva línea suburbana. La nomenclatura de F.C. Suburbano, así como la gestión separada de Metro de Madrid desapareció el 17 de diciembre de 1981 al convertirse en la línea 10.
La situación de Aluche como cabecera de las líneas 5 y 10 de metro duró hasta el 22 de octubre de 2002, cuando las obras de unión del Metrosur con el resto de la red mediante la línea 10 llevaron a una reordenación de líneas que resultó en la absorción del tramo entre la nueva estación de Casa de Campo y Aluche por la línea 5.
En 1987 se inauguró el primer intercambiador de superficie en esta estación, desde la cual parten un número importante de líneas de autobús urbanas e interurbanas. Entre las interurbanas cabe destacar líneas con destino Leganés y Fuenlabrada por una parte y Pozuelo de Alarcón, Boadilla del Monte, Majadahonda y Las Rozas de Madrid por otra.
El viernes 26 de junio de 2009, a las 07:38 horas de la mañana, 57 personas resultaron heridas en un choque entre dos trenes de Cercanías en esta estación.
En 2010, ante la gran demanda de público que lo usaba, el intercambiador se había quedado pequeño, por lo que se llevó a cabo una ampliación de sus instalaciones, que hizo que pasaran de 4 a 13 las dársenas disponibles para los autobuses. Esta obra se acometió con el mérito añadido de no haber cortado ni un solo día la circulación de la línea 5 de Metro, a pesar de realizarse completamente bajo sus vías.

## Accesos
misma
Vestíbulo Renfe

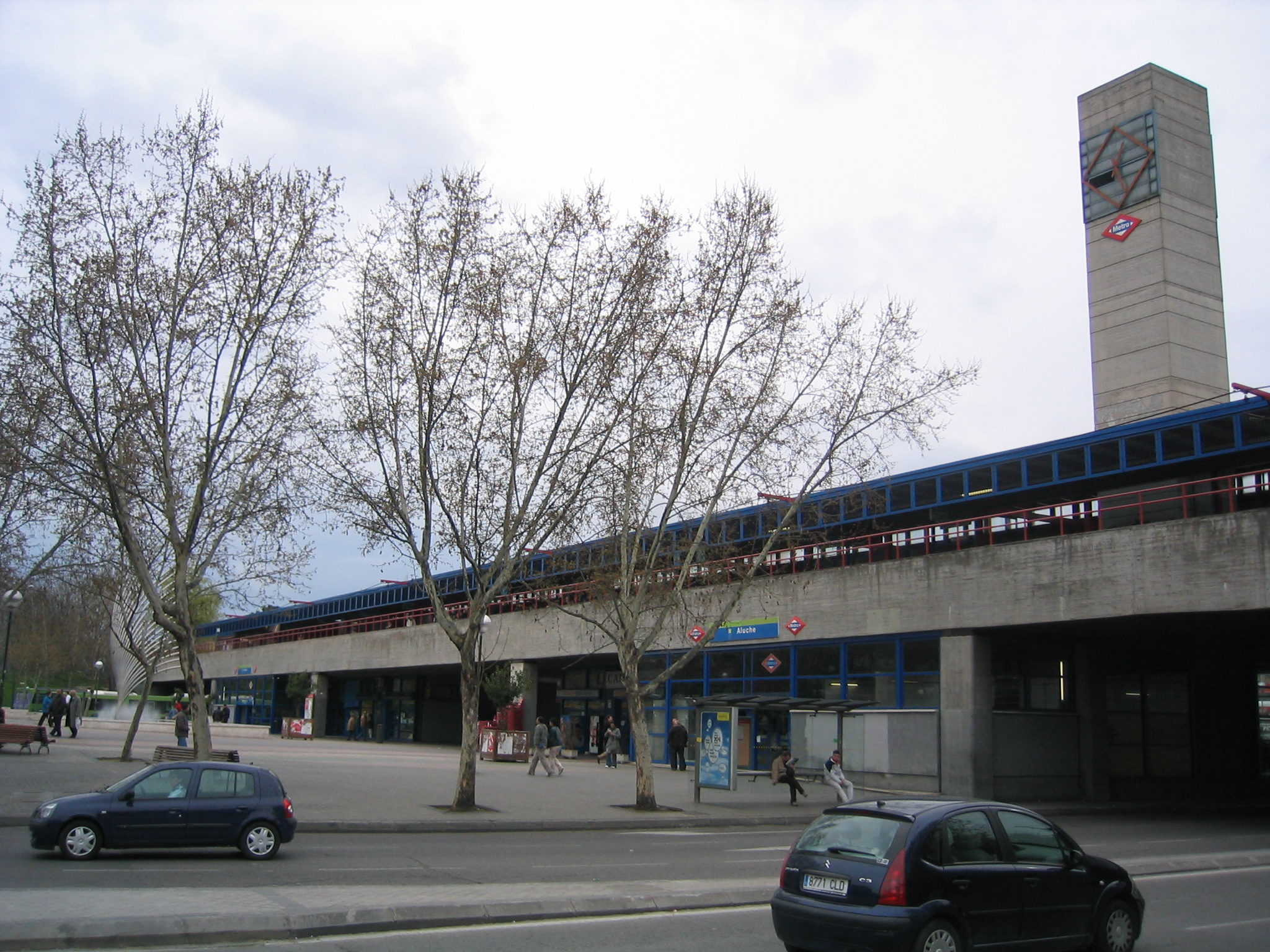
Estación de Metro y pase subterráneo de tráfico rodado bajo la misma

- Avenida de los Poblados Avda. de los Poblados, s/n (cerca de Renfe)
- Maqueda C/ Maqueda, s/n
- Renfe Nivel 0 límite Metro/Renfe a la altura de la puerta cancela

Vestíbulo Avenida de los Poblados (Mecanizado de 21:40 a 1:30)
- Maqueda C/ Maqueda, s/n
- Avenida de los Poblados Avda. de los Poblados, s/n (cerca de terminal de autobuses)
- Terminal de Autobuses Terminal de autobuses (cerca de Avda. de los Poblados)
- Terminal de Autobuses Terminal de autobuses (cerca de C/ Maqueda)

## Líneas y conexiones

Algunos trenes de la línea 5 no terminan en la estación de Casa de Campo, sino que acortan su recorrido hasta Aluche, ya que en esta estación se encuentran unas cocheras.

### Metro
| << cabecera      | < estación         | línea | estación > | cabecera >>   |
| ---------------- | ------------------ | ----- | ---------- | ------------- |
| Alameda de Osuna | Eugenia de Montijo |       | Empalme    | Casa de Campo |

### Cercanías
| procedencia/destino                                                                        | < estación | Línea | estación >                                | destino/procedencia |
| ------------------------------------------------------------------------------------------ | ---------- | ----- | ----------------------------------------- | ------------------- |
| Humanes FuenlabradaH                                                                       | Laguna     |       | Maestra Justa Freire-Polideportivo Aluche | Móstoles-El Soto    |
| H La mitad de los trenes llegan hasta Fuenlabrada e inician su recorrido en dicha estación |            |       |                                           |                     |

### Autobuses

#### Urbanos
| Diurnos                                            |                          |                                                                 |
| Autobuses con cabecera en Intercambiador de Aluche |                          |                                                                 |
| Línea                                              | Destino                  | Parada                                                          |
| 31                                                 | Plaza Mayor              | 5064 ALUCHE (C/ Ocaña - intercambiador)                         |
| 155                                                | Plaza Elíptica           | 5685 ALUCHE (Intercambiador)                                    |
| H                                                  | Campus de Somosaguas     | 5686 ALUCHE (Intercambiador)                                    |
| SE1                                                | Cuatro Vientos           | 5297 ALUCHE (C/ Maqueda con C/ Valmojado)                       |
| Autobuses pasantes en Intercambiador de Aluche     |                          |                                                                 |
| Línea                                              | Destino                  | Parada                                                          |
| 17                                                 | Colonia Parque Europa    | 575 INTERCAMBIADOR DE ALUCHE (C/ Valmojado - paso subterráneo)  |
| 138                                                | San Ignacio de Loyola    | 575 INTERCAMBIADOR DE ALUCHE (C/ Valmojado - paso subterráneo)  |
| 121                                                | Hospital 12 de Octubre   | 658 INTERCAMBIADOR DE ALUCHE (Av. de los Poblados)              |
| 131                                                | Villaverde Alto          | 658 INTERCAMBIADOR DE ALUCHE (Av. de los Poblados)              |
| 139                                                | Carabanchel Alto         | 658 INTERCAMBIADOR DE ALUCHE (Av. de los Poblados)              |
| 121                                                | Campamento               | 659 INTERCAMBIADOR DE ALUCHE (Av. de los Poblados)              |
| 131                                                | Campamento               | 659 INTERCAMBIADOR DE ALUCHE (Av. de los Poblados)              |
| 139                                                | Dehesa del Príncipe      | 659 INTERCAMBIADOR DE ALUCHE (Av. de los Poblados)              |
| 17                                                 | Plaza Mayor              | 5064 ALUCHE (C/ Ocaña - intercambiador)                         |
| 138                                                | Cristo Rey               | 5065 INTERCAMBIADOR DE ALUCHE (C/ Valmojado - paso subterráneo) |
| Nocturnos                                          |                          |                                                                 |
| Autobuses con cabecera en Intercambiador de Aluche |                          |                                                                 |
| Línea                                              | Destino                  | Parada                                                          |
| N26                                                | Plaza de Alonso Martínez | 5064 ALUCHE (C/ Ocaña - intercambiador)                         |
| Autobuses pasantes en Intercambiador de Aluche     |                          |                                                                 |
| Línea                                              | Destino                  | Parada                                                          |
| N18                                                | Las Águilas              | 575 INTERCAMBIADOR DE ALUCHE (C/ Valmojado - paso subterráneo)  |
| N18                                                | Plaza de Cibeles         | 5064 ALUCHE (C/ Ocaña - intercambiador)                         |

#### Interurbanos
| Diurnos                                            |                                                                               |                                                                                            |                           |
| Autobuses con cabecera en Intercambiador de Aluche |                                                                               |                                                                                            |                           |
| Línea                                              | Destino                                                                       | Parada                                                                                     | Operador                  |
| 482                                                | Leganés (Arroyo Culebro)                                                      | 08380 Intercambiador de Aluche (Calle de Valmojado, 293) (Dársenas bajo estación de Metro) | Martín, S.A.              |
| 483                                                | Leganés (Vereda de los Estudiantes)                                           | 08380 Intercambiador de Aluche (Calle de Valmojado, 293) (Dársenas bajo estación de Metro) | Martín, S.A.              |
| 485                                                | Leganés (Norte-Montepinos)                                                    | 08380 Intercambiador de Aluche (Calle de Valmojado, 293) (Dársenas bajo estación de Metro) | Martín, S.A.              |
| 487                                                | Leganés (San Nicasio)                                                         | 08380 Intercambiador de Aluche (Calle de Valmojado, 293) (Dársenas bajo estación de Metro) | Martín, S.A.              |
| 491                                                | Fuenlabrada (Barrio del Naranjo)                                              | 08380 Intercambiador de Aluche (Calle de Valmojado, 293) (Dársenas bajo estación de Metro) | Martín, S.A.              |
| 492                                                | Fuenlabrada (Parque Granada)                                                  | 08380 Intercambiador de Aluche (Calle de Valmojado, 293) (Dársenas bajo estación de Metro) | Martín, S.A.              |
| 493                                                | Fuenlabrada (Urbanización Loranca)                                            | 08380 Intercambiador de Aluche (Calle de Valmojado, 293) (Dársenas bajo estación de Metro) | Martín, S.A.              |
| 561                                                | Pozuelo de Alarcón - Majadahonda - Las Rozas de Madrid                        | 08380 Intercambiador de Aluche (Calle de Valmojado, 293) (Dársenas bajo estación de Metro) | Avanza Movilidad Integral |
| 561A                                               | Pozuelo de Alarcón - Majadahonda - Las Rozas de Madrid (por Universidad)      | 08380 Intercambiador de Aluche (Calle de Valmojado, 293) (Dársenas bajo estación de Metro) | Avanza Movilidad Integral |
| 561B                                               | Pozuelo de Alarcón - Majadahonda - Las Rozas de Madrid (por Avda. Guadarrama) | 08380 Intercambiador de Aluche (Calle de Valmojado, 293) (Dársenas bajo estación de Metro) | Avanza Movilidad Integral |
| 563                                                | Pozuelo de Alarcón (por Urbanización Las Minas)                               | 08380 Intercambiador de Aluche (Calle de Valmojado, 293) (Dársenas bajo estación de Metro) | Empresa Boadilla          |
| 591                                                | Pozuelo de Alarcón (Facultad de Informática)                                  | 08380 Intercambiador de Aluche (Calle de Valmojado, 293) (Dársenas bajo estación de Metro) | Empresa Boadilla          |
| 562                                                | Pozuelo de Alarcón                                                            | 08381 Maqueda-Aluche (Calle de Maqueda, 142)                                               | Avanza Movilidad Integral |
| 564                                                | Pozuelo de Alarcón (por Somosaguas Sur)                                       | 08381 Maqueda-Aluche (Calle de Maqueda, 142)                                               | Avanza Movilidad Integral |
| 571                                                | Boadilla del Monte (por Urbanización Montepríncipe)                           | 15782 Av. Las Águilas-Aluche                                                               | Empresa Boadilla          |
| 572                                                | Ciudad de la Imagen                                                           | 15782 Av. Las Águilas-Aluche                                                               | Empresa Boadilla          |
| 574                                                | Boadilla del Monte (por Ciudad Financiera)                                    | 15557 Av. Las Águilas-Aluche                                                               | Empresa Boadilla          |